# Gaucho-lepénisme
En politique française, le terme de « gaucho-lepénisme », forgé et défendu par le politologue Pascal Perrineau, est utilisé par la sociologie électorale et les instituts de sondage pour désigner une fraction de l'électorat fondamentalement à gauche mais qui a acquis au fil du temps un rejet de l'immigration et de certaines idées progressistes pourtant chères à la gauche traditionnelle, et qui vote, occasionnellement ou systématiquement, pour le Front national. Le terme est débattu en sciences politiques : la politiste Nonna Mayer privilégie notamment celui d'« ouvriéro-lepénisme ».

## Naissance et prolongement du concept
Le terme est utilisé pour la première fois par le politologue Pascal Perrineau, chercheur au Centre d'étude de la vie politique française (Cevipof), dans Le Vote de crise, ouvrage analysant les résultats de l'élection présidentielle française de 1995. Cette élection voit Jean-Marie Le Pen, candidat du Front national, recueillir le suffrage de 30 % des ouvriers (soit davantage que pour Lionel Jospin) et 25 % des chômeurs ; 46 % de ses électeurs sont ouvriers ou employés.
Pascal Perrineau distingue « trois dimensions » dans le gaucho-lepénisme de 1995 : « C'était tout autant un gaucho-lepénisme d'origine — nombre de nouveaux électeurs frontistes venant d'un électorat de gauche déçu — qu'un gaucho-lepénisme de l'instant — certains électeurs votant Front national tout en continuant de revendiquer leur appartenance à la gauche — et un gaucho-lepénisme de destination — certains électeurs lepénistes n'hésitant pas à choisir le candidat de la gauche au second tour. Ces trois gaucho-lepénismes marquent différents degrés dans le détachement des électeurs de gauche et leur ralliement au Front national. Certains électeurs rompent totalement les amarres avec la gauche et oublient leurs choix du passé. D'autres vivent la tension entre une affiliation maintenue à la gauche et un choix électoral en faveur du Front national. D'autres enfin investissent leurs divers tropismes politiques dans un choix bifide, favorable au Front national au premier tour et orienté à gauche au second tour ».
L'évolution électorale a eu lieu dès les années 1980 : entre 1984 et 1988, la part des ouvriers votant FN est passée de 8 % à 19 %. Depuis l'élection présidentielle de 1988, les ouvriers votent en moyenne davantage pour le FN que l’ensemble de l’électorat. D'après le politologue Alexandre Dézé, « c'est à partir du huitième congrès de 1990 que les dirigeants frontistes commencent à s'intéresser à cette thématique » (le « social »). Le FN rédige en 1992 les « 51 mesures pour faire le point sur le social », qui sont d'après Alexandre Dézé « toutes passées au prisme de la préférence nationale [...], ce qui interdit par conséquent de les considérer comme relevant d'orientations de gauche (un constat qui vaut encore pour aujourd'hui). C'est également à cette époque que le FN rompt pour la première fois avec l'ultralibéralisme ». Au milieu des années 1990, le FN fait de la « défense des travailleurs » l'un de ses thèmes de discours ; il met en avant le slogan « Le social, c'est le Front national », qui sera plus tard repris par Marine Le Pen. Pascal Perrineau explique l'apparition de ce phénomène par l'impact de la crise des années 1990. Gilles Ascaride, Judith Rouan et Thierry Blöss relèvent en 1999 que l'électorat du PS est le principal à gauche à opérer un transfert vers le vote frontiste.
Le transfert de l'électorat ouvrier vers la droite populiste s'observe ailleurs en Europe. Pour cette raison, le chercheur néerlandais Ian Buruma qualifiait en 2002 les forces populistes qui bénéficient de ce mouvement de « nouvelle gauche ».
Lors de la campagne de l'élection présidentielle de 2007, Pascal Perrineau utilise également les termes de « gaucho-sarkozysme » et de « gaucho-bayrouisme » pour évoquer la « dissonance » entre proximité partisane et choix électoral qui touche davantage la gauche que la droite, d'après la quatrième vague du Baromètre politique français (BPF). Il souligne en mars 2007 que l'électorat de gauche prêt à voter pour un candidat de droite rejoint d'abord Nicolas Sarkozy, puis François Bayrou, et seulement ensuite Jean-Marie Le Pen, tout en estimant que « l'électorat gaucho-lepéniste est assez proche, dans son profil social et politique, du gaucho-sarkozysme ». Lors de cette élection, les ouvriers constituent la catégorie sociale au sein de laquelle Jean-Marie Le Pen résiste le mieux, passant de 23 % en 2002 à 16 %.
La chercheuse Nonna Mayer relève que lors de l'élection présidentielle de 2012, Marine Le Pen attire certes « des électeurs de toutes sensibilités politiques » mais les gaucho-lepénistes « sont minoritaires » au sein de son électorat (« seulement 10 % » se situent à gauche sur l'échiquier politique) : par rapport à la candidature de son père en 2007, « Marine Le Pen dépasse sa moyenne nationale chez les électeurs classés au centre-droit et à droite, [...] et puise plus largement dans le vivier électoral des « ni gauche ni droite ». Mais elle ne décolle pas à gauche ».
Évoquant l'élection présidentielle de 2017, Pascal Perrineau souligne que « le FN a obtenu une majorité absolue seulement dans deux départements : le Pas-de-Calais et l'Aisne », « deux départements où voter à gauche est une tradition historique » ; il relève également que les électeurs du FN désignent majoritairement Jean-Luc Mélenchon comme second choix. Le départ de Florian Philippot en septembre 2017 est perçu comme « un coup d’arrêt à la dynamique du « gaucho-lepénisme » amorcée dès 1995 ».

## Un terme débattu en sciences politiques
Le politologue Pierre Martin réfute l'analyse de Pascal Perrineau en invoquant une droitisation globale du vote ouvrier entre 1988 et 1995, et le simple maintien en 1995 d’une prédominance du Front National sur le vote ouvrier de droite déjà acquise en 1988. En 1997, la politologue Nonna Mayer estime que le gaucho-lepénisme, défini comme « l'attraction exercée par le FN sur la partie de l'électorat de la gauche, restée attachée à certaines valeurs de la gauche », « correspond incontestablement à la réalité », tout en jugeant l'expression « discutable, suggérant à tort une synthèse idéologique entre extrémisme de gauche et de droite » ; elle souligne également que les électeurs gaucho-lepénistes « ne sont même pas des "lepénistes" stricto sensu puisque, interrogés sur les raisons de leur vote présidentiel de 1995, ils sont les moins nombreux à mettre en avant la personnalité de leur candidat » ; et que « ce n'est pas dans les rangs de la gauche que le FN recrute d'abord ses partisans, c'est plutôt à droite et plus encore, chez ceux qui n'appartiennent à aucun des deux camps ».

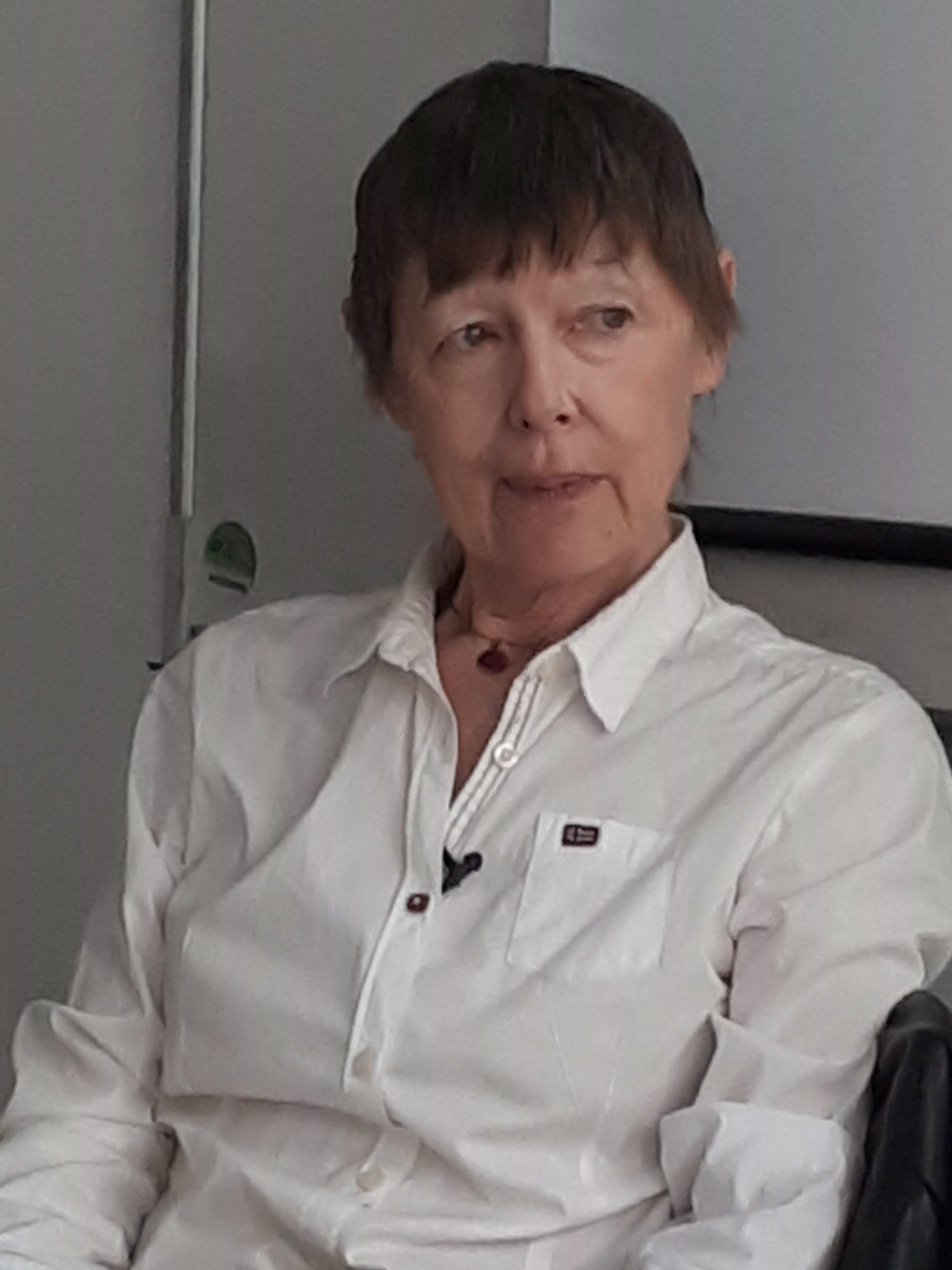
La chercheuse Nonna Mayer privilégie le terme d'« ouvriéro-lepénisme ».

Dans son ouvrage Ces Français qui votent FN (1999), Nonna Mayer utilise le terme d'« ouvriéro-lepénisme » pour désigner la tentative de Bruno Mégret de développer des réseaux syndicaux FN dans le petit patronat et les administrations publiques. Ce terme a la préférence d'Alexandré Dézé, estimant que « ce sont toujours moins des électeurs de gauche que des ouvriers (anciennement abstentionnistes ou de droite) qui votent pour le FN ». Blaise Magnin rejoint cette analyse, qualifiant le gaucho-lepénisme de « fantasme inlassablement rabâché » : « d'une part, la plupart des ouvriers qui votent aujourd’hui pour le FN sont d’anciens électeurs de droite radicalisés ; d’autre part, le premier “parti” ouvrier est celui de l’abstention ». Jérôme Sainte Marie, sondeur français, juge pour sa part que « la théorie du “gaucho-lepénisme” » s'est appuyée sur différents argumentaires successifs, dont il relativise la portée :
- « le transfert d’électeurs communistes vers le vote frontiste, phénomène réel mais largement exagéré » ;
- « un parallélisme entre les discours d’Olivier Besancenot ou de Jean-Luc Mélenchon d’une part, et de Marine Le Pen d’autre part, entreprise hasardeuse et sans écho dans les sondages réalisés auprès des électeurs concernés » ;
- « montrer que le Front national progresse, ou progressera, par la gauche plutôt que par la droite, ce qui paraît douteux »[20].

À la lumière de sondages réalisés lors des élections présidentielles de 2007 et 2012, Nonna Mayer assimile l'« ouvriéro-lepénisme » à un « droito-lepénisme » et précise : « En 2012, ce ne sont pas les ouvriers précaires qui ont voté pour Marine Le Pen : eux ont préféré François Hollande dès le premier tour, quand ils ne se sont pas abstenus. En revanche les ouvriers non précaires ont voté à 36 % pour Marine Le Pen. Qui sont-ils ? Ceux qui ont peur de tomber : ils sont plus catholiques, ont un plus fort taux d’équipement des ménages, habitent davantage hors des grandes villes, ont un petit diplôme, un petit quelque chose qu’ils ont peur de perdre ».
Pour le chercheur Florent Gougou, le score du FN chez les ouvriers s'explique de trois manières : « un rapport de force à l’intérieur de l’électorat ouvrier de droite, plus favorable à l’extrême droite qu’à la droite modérée » lors la percée du FN dans les années 1980 ; une « tendance sur le long terme à un recul du vote de gauche des ouvriers depuis les années 1970 » ; et le renouvellement des générations chez l'électorat ouvrier. Il relativise également l'importance de la part des ouvriers dans l'électorat du FN, soulignant qu'elle s'élevait à 50 % pour le Parti communiste français à son apogée en 1967 et 1978, contre 30 à 35 % pour le FN depuis 1988.
Dans La France au front (Fayard, 2014), Pascal Perrineau affirme que le gaucho-lepénisme « est resté une réalité, même si nombre d'analystes ont du mal à le penser en raison de son atypie. [...] La même réticence intellectuelle, les mêmes tabous, existaient dans les années 1950 et 1960 à propos des analyses mettant au jour des ressorts communs entre les totalitarismes communiste et fasciste. C'était encore le cas dans les années 1970, lorsque Jean-Pierre Faye analysait les langages totalitaires et montrait, à travers sa « théorie du fer à cheval », la manière dont les extrêmes partisans s'étaient rejoints dans l'Allemagne de 1932 ».
Dans ce même ouvrage, Pascal Perrineau estime que le gaucho-lepénisme, qui a d'abord connu « une dynamique longtemps marginale et contenue », fait l'objet d'une « accélération ». Il identifie plusieurs facteurs pour expliquer celle-ci :
- le rapprochement d'électeurs de la gauche et du Front national « autour d'un ensemble de préoccupations nationales et sociales », « notamment lors des référendums sur la question européenne, et particulièrement lors de celui de 2005 sur le traité constitutionnel européen, où un même tropisme social-nationaliste les a réunis un temps » ;
- l'investissement par Marine Le Pen de « thématiques de gauche — la République, la laïcité, l'État et les services publics » et « la dimension antieuropéenne de son discours » ;
- « la crise économique et financière de 2008 et ses effets sociaux [qui] ont pu unir dans une même colère des électeurs issus d'horizons politiques différents. Ce ressentiment est particulièrement susceptible de s'étendre dans les moments de crise et dans les sociétés démocratiques où la valeur d'égalité reste centrale, comme c'est le cas en France » ;
- des « ruptures dans la transmission intergénérationnelle des systèmes d'orientation politique », un approfondissement de l'« écart entre le peuple de gauche et les élites qui le représentent » sur « l'immigration, les valeurs d'ordre et d'autorité, la valorisation nationale par rapport à des «outgroups » plus ou moins stigmatisés », et « tout un encadrement institutionnel, syndical et partisan qui a peu ou prou disparu de certains quartiers ou de certaines régions »[22].

En 2017, Pascal Perrineau publie un nouvel ouvrage consacré au sujet, dans lequel il réaffirme la validité du concept de gaucho-lepénisme.